# Fédération des communistes libertaires du Nord-Est
La Fédération des communistes libertaires du Nord-Est, mieux connu sous l'acronyme anglais NEFAC, est une organisation de militants révolutionnaires de divers mouvements politiques américains et canadiens, qui s'identifient à la tradition communiste de l'anarchisme — c'est-à-dire le communisme libertaire. L'activité de la fédération est organisée autour du développement théorique, de la propagande anarchiste et de l'intervention dans les luttes de classe, que ce soit de façon autonome ou par le biais d'une implication directe dans les mouvements sociaux.
La NEFAC a été officiellement lancé à un congrès tenu à Boston pendant le week-end du 7-9 avril 2000, après des mois de discussion entre d'ancien membres de Love and Rage aux États-Unis et d'ex-membres du journal Démanarchie au Québec. À l'origine fondé comme une fédération bilingue française et anglophone avec des membres et des groupes dans le nord-est de l’Amérique du Nord. La Fédération ne se présente pas comme un parti, ni comme une avant-garde auto-proclamée et ne se voit pas comme une organisation qui va mener le mouvement anarchiste, encore moins la classe ouvrière à la révolution. La NEFAC pense qu'une révolution victorieuse ne pourra être menée que directement par la classe ouvrière. Cependant, elle croit que cela devra être précédé par des organisations capables de radicaliser les mouvements sociaux, de combattre les tendances réformistes et autoritaires, d'être un forum où les idées et les expériences peuvent être partagées et discutées par les militants, d'être un véhicule donnant l'impact politique maximum aux idées communistes libertaires.

## Fonctionnement
Les principes de fonctionnement de la Fédération sont la démocratie directe et le fédéralisme. C'est-à-dire que toutes les décisions sont prises après débat par vote à majorité simple lorsque nécessaire (selon le principe "un membre, un vote") et par consensus le reste du temps.
L'instance suprême de la Fédération est un congrès annuel regroupant tous les membres (un double quorum de 50 % +1 des villes et des individus est requis pour que la rencontre soit décisionnelle). C'est le congrès qui décide des grandes orientations de l'organisation.
Entre les congrès, des décisions touchant l'ensemble de l'organisation peuvent être prise par un vote sur Internet dit de « conseil fédéral » (sur la base : un collectif = un vote) sur proposition d'un collectif.
En général, les membres de la NEFAC sont d'abord et avant tout actifs et actives localement dans des collectifs autonomes ou des « unions locales » (lorsque plusieurs collectifs sont présents dans une même ville). Ces collectifs privilégient l'intervention dans les quartiers, sur les lieux de travail et dans les mouvements antiracistes et pour la liberté de circulation. L'organisation publie une revue de réflexion, The Northeastern Anarchist (de nombreuses publications locales, telle le Catamount Tavern News, sont également publiée par les collectifs).
Les membres québécois-es se réunissent également 3 ou 4 fois par année en « union régionale » pour planifier la production de la presse francophone de l'organisation et élaborer des campagnes de propagande commune.

## Scission
Au mois de novembre 2008, l'union régionale québécoise de la NEFAC prend la décision de se refonder en fédération provinciale. Particulière pour éviter les problèmes de différences socio-économique, géographique et linguistique rencontrés précédemment et mieux rejoindre les régions du Québec afin d'implanter une gauche libertaire forte et active. La refondation de l'union régionale a pris le nom d'Union communiste libertaire (UCL). Précédemment en 2007, dans la province voisine, l'Ontario, une fédération communiste libertaire provinciale et indépendante de la NEFAC s'était développé, Common Cause, qui publie le journal Linchpin. Les membres américains ont conservé le nom NEFAC, avant de changer de nom pour Common Struggle en 2011.

## Note et référence
1. 1 2  (en) Mark Laskey, « US, Northeastern Federation of Anarchist Communists (NEFAC) », sur A-Infos, 11 mai 200 (consulté le 21 juin 2015)
2. ↑  « Lancement de deux publications anarchistes-communistes ! », 12 juillet 2004 (consulté le 21 juin 2015)
3. ↑  « Québec : Fondation de lUnion communiste libertaire », sur anarkismo.net (consulté le 31 mai 2023).
4. ↑  « Founding of Common Cause - Ontario », sur anarkismo.net (consulté le 31 mai 2023).